# Banbury
Banbury er en historisk købstad ved floden Cherwell i Oxfordshire, South East England. I 2011 havde den et indbyggertal på 54.335.
Banbury er et vigtigt kommercielt centrum for det nordlige Oxfordshire og det sydlige Warwickshire og Northamptonshire der hovedsageligt at landområder. Banburys primære industri er motorsport, bilkomponenter, elektronik, plastik, fødevarer og tryksager. Cerden største kaffe-procesanlæg Jacobs Douwe Egberts blev opført i Banbury i 1964. Byen er også kendt for Banbury cakes, der er en krydret kage.
Banbury ligger omkring 103 km nordvest for London, 60 sydøst for Birmingham, 43 sudøst for Coventry 35 km nordøst for Oxford.

## Etymologi
Navnet Banbury er muligvis afledt fra Banna, en saksisk høvding, der siges at have opført en fæstning her i 500-tallet (eller muligvis fra oldengelsk: bana der betyder forbryder, murderer), og burgh / burh det betyder bosættelse. På oldengelsk blev byen kaldt Banesburh (dativ Banesbyrig). Navnet optræder som Banesberie i Domesday Book fra 1086. Another known spelling was Banesebury in medieval times.

## Historie
Under arkæologiske udgravninger i 2002 blev der fundet en jernalderbosættelse med runde bygninger, der blev dateret til omkring år 200 f.v.t. Der blev fundet omkring 150 stykker keramik og sten. Senere blev en romersk villa fundet nær Wykham Park.
Sakserne bosatte sig i området i slutningen af 400-tallet. Omkring år 556 foregik der et slag imellem lokale angelsaksere fra Cynric og Ceawlin og britere. Det var et lokalt centrum for angelsaksiske bosættelser i midten af 500-tallet. Banbury blev udvidet og udviklet i den angelsaksiske periode og var under daneres indflydelse i fra slutningen af 500-tallet. Området blev vurderet til at være 50 hides i Domesday Book og var under biskoppen af Lincoln.